# Grand Slam (Wrestling)
Der Grand Slam ist eine Auszeichnung im Wrestling. Diese wird Wrestlern verliehen, die im Laufe ihrer Karriere vier spezifische Meisterschaften einer Promotion gewonnen haben.

## World Wrestling Entertainment
In der WWE wurde der Begriff Grand Slam ursprünglich von Shawn Michaels verwendet, nachdem dieser die European Championship am 20. September 1997 gewonnen hatte. Michaels hatte zuvor die WWF Championship, die Intercontinental Championship und die World Tag Team Championship errungen.
Im Mai 2001 gab die WWF bekannt, dass die Hardcore Championship ein akzeptabler Ersatz für die European Championship, zur Erreichung der Auszeichnung Grand Slam Champion, sei. Kane, der am 20. Mai 2001 die Intercontinental Championship gewonnen hatte, wurde als Grand-Slam-Sieger anerkannt, da er der erste Wrestler war, der die Intercontinental Championship sowie die WWF Championship, World Tag Team Championship und die Hardcore Championship halten durfte.
Im April 2006 wurde Kurt Angle als ehemaliger Grand Slam Champion gewürdigt, nachdem er die WWE Championship, Intercontinental Championship, European Championship, WWE Tag Team Championship gewonnen hatte. Dies deutet darauf hin, dass die WWE die WWE Tag Team Championship als Ersatz für die World Tag Team Championship anerkennt. Als Ersatz für die WWE Championship wird die World Heavyweight Championship anerkannt.
Nach WrestleMania 31 im Jahr 2015 aktualisierte die WWE die Version des Grand Slams, die aus den vier aktiven WWE-Titeln bestand: die WWE Championship, Intercontinental Championship, United States Champion und WWE Tag Team Championship.
Nach dem Brand Split wurde 2016 der Grand Slam neu etabliert, und die WWE gab an, dass zwei neue Meisterschaften, die Universal Championship und die SmackDown Tag Team Championship, als Ersatz für WWE Championship und Raw Tag Team Championship gelten.
Chris Jericho hat das Originalformat am schnellsten vervollständigt und zwischen Dezember 1999 und Dezember 2001 in 728 Tagen die Auszeichnung erreicht, während Kurt Angle das moderne Format am schnellsten vervollständigte und zwischen Februar 2000 und Oktober 2002 an 966 Tagen die Auszeichnung Grand Slam erreichte.

### Liste der WWE Grand Slam Sieger
| Text          | Text                                                                 |
| ------------- | -------------------------------------------------------------------- |
| Datum         | Der Tag an dem die Meisterschaft zum ersten mal erhalten worden ist. |
| Datum in fett | Der Tag an dem der Wrestler die Grand Slam bildete.                  |
| Namen in fett | Wrestler die beide Formate bilden konnten.                           |
| Farben        |                                                                      |
|               | Erhielt alle spezifische Meisterschaften eines Formates.             |
|               | Erhielt den Titel als Mitglied des Raw-Rosters.                      |
|               | Erhielt den Titel als Mitglied des SmackDown-Rosters.                |
|               | Erhielt den Titel als Mitglied des ECW-Rosters.                      |
|               | Erhielt den Titel als Mitglied des NXT-Rosters.                      |
|               | Erhielt den Titel als die Brand Extension außer Kraft gesetzt war.   |

#### Ursprüngliches Format
Ein männlicher Wrestler der WWE musste mindestens eine Weltmeisterschaft, eine Sekundärmeisterschaft, eine Tertiär-Meisterschaft und eine Tag-Team-Meisterschaft erringen, um das ursprüngliche Format der Grand Slam bilden zu können. Dieses wurde im Jahr 1997 eingeführt.
| Champion               | Primär-Meisterschaften (eine benötigt) | Primär-Meisterschaften (eine benötigt) | Tag-Team Meisterschaften (eine benötigt) | Tag-Team Meisterschaften (eine benötigt) | Sekundär-Meisterschaft | Tertiär-Meisterschaften (eine benötigt) | Tertiär-Meisterschaften (eine benötigt) |
| Champion               | WWE                                    | World                                  | World Tag Team                           | WWE Tag Team                             | Intercontinental       | European                                | Hardcore                                |
| ---------------------- | -------------------------------------- | -------------------------------------- | ---------------------------------------- | ---------------------------------------- | ---------------------- | --------------------------------------- | --------------------------------------- |
| Shawn Michaels         | 31. März 1996                          | 17. November 2002                      | 28. August 1994                          | 13. Dezember 2009                        | 27. Oktober 1992       | 20. September 1997                      | —                                       |
| Triple H               | 23. August 1999                        | 2. September 2002                      | 29. April 2001                           | 13. Dezember 2009                        | 21. Oktober 1996       | 11. Dezember 1997                       | —                                       |
| Kane                   | 28. Juni 1998                          | 18. Juli 2010                          | 13. Juli 1998                            | 19. April 2011                           | 20. Mai 2001           | —                                       | 1. April 2001                           |
| Chris Jericho          | 9. Dezember 2001                       | 7. September 2008                      | 21. Mai 2001                             | 28. Juni 2009                            | 12. Dezember 1999      | 2. April 2000                           | 28. Mai 2001                            |
| Kurt Angle             | 22. Oktober 2000                       | 10. Januar 2006                        | —                                        | 20. Oktober 2002                         | 27. Februar 2000       | 8. Februar 2000                         | 10. September 2001                      |
| Eddie Guerrero         | 15. Februar 2004                       | —                                      | —                                        | 17. November 2002                        | 4. September 2000      | 3. April 2000                           | —                                       |
| Rob Van Dam            | 11. Juni 2006                          | —                                      | 31. März 2003                            | 7. Dezember 2004                         | 17. März 2002          | 22. Juli 2002                           | 22. Juli 2001                           |
| Booker T               | —                                      | 23. Juli 2006                          | 30. Oktober 2001                         | —                                        | 7. Juli 2003           | —                                       | 4. Mai 2002                             |
| Jeff Hardy             | 14. Dezember 2008                      | 7. Juni 2009                           | 29. Juni 1999                            | 2. April 2017                            | 10. April 2001         | 8. Juli 2002                            | 10. Juli 2001                           |
| John Bradshaw Layfield | 27. Juni 2004                          | —                                      | 25. Mai 1999                             | —                                        | 9. März 2009           | 22. Oktober 2001                        | 3. Juni 2002                            |
| Christian              | —                                      | 1. Mai 2011                            | 2. April 2000                            | —                                        | 23. September 2001     | 30. Oktober 2001                        | 17. März 2002                           |
| Big Show               | 14. November 1999                      | 18. Dezember 2011                      | 22. August 1999                          | 26. Juli 2009                            | 1. April 2012          | —                                       | 25. Februar 2001                        |

#### Modernes Format
Ein männlicher Wrestler der WWE muss mindestens eine Weltmeisterschaft, zwei Sekundärmeisterschaften und eine Tag-Team-Meisterschaft erringen, um das moderne Format der Grand Slam bilden zu können. Dieses wurde im Jahr 2015 eingeführt.
| Champion          | Primär-Meisterschaften (eine benötigt) | Primär-Meisterschaften (eine benötigt) | Tag-Team Meisterschaften (eine benötigt) | Tag-Team Meisterschaften (eine benötigt) | Sekundär-Meisterschaften (beide benötigt) | Sekundär-Meisterschaften (beide benötigt) |
| Champion          | WWE                                    | Universal                              | Raw Tag Team                             | SmackDown Tag Team                       | Intercontinental                          | United States                             |
| ----------------- | -------------------------------------- | -------------------------------------- | ---------------------------------------- | ---------------------------------------- | ----------------------------------------- | ----------------------------------------- |
| Kurt Angle        | 22. Oktober 2000                       | —                                      | 20. Oktober 2002                         | —                                        | 27. Februar 2000                          | 22. Oktober 2001                          |
| Eddie Guerrero    | 15. Februar 2004                       | —                                      | 17. November 2002                        | —                                        | 4. September 2000                         | 27. Juli 2003                             |
| Edge              | 8. Januar 2006                         | —                                      | 5. November 2002                         | —                                        | 24. Juli 1999                             | 12. November 2001                         |
| Big Show          | 14. November 1999                      | —                                      | 26. Juli 2009                            | —                                        | 1. April 2012                             | 19. Oktober 2003                          |
| The Miz (2×)      | 22. November 2010                      | —                                      | 16. November 2007                        | 27. Januar 2019                          | 23. Juli 2012                             | 5. Oktober 2009                           |
| Daniel Bryan      | 18. August 2013                        | —                                      | 16. September 2012                       | 7. Mai 2019                              | 29. März 2015                             | 19. September 2010                        |
| Chris Jericho     | 9. Dezember 2001                       | —                                      | 28. Juni 2009                            | —                                        | 12. Dezember 1999                         | 9. Januar 2017                            |
| Dean Ambrose      | 19. Juni 2016                          | —                                      | 20. August 2017                          | —                                        | 13. Dezember 2015                         | 19. Mai 2013                              |
| Roman Reigns      | 22. November 2015                      | 19. August 2018                        | 19. Mai 2013                             | —                                        | 20. November 2017                         | 25. September 2016                        |
| Randy Orton       | 7. Oktober 2007                        | —                                      | 21. August 2021                          | 4. Dezember 2016                         | 14. Dezember 2003                         | 11. März 2018                             |
| Seth Rollins (2×) | 29. März 2015                          | 7. April 2019                          | 19. Mai 2013                             | —                                        | 8. April 2018                             | 23. August 2015                           |
| Jeff Hardy        | 14. Dezember 2008                      | —                                      | 2. April 2017                            | 19. April 2019                           | 10. April 2001                            | 16. April 2018                            |
| Kofi Kingston     | 7. April 2019                          | —                                      | 22. August 2011                          | 23. Juli 2017                            | 29. Juni 2008                             | 1. Juni 2009                              |
| Rey Mysterio      | 25. Juli 2011                          | —                                      | 5. November 2002                         | 16. Mai 2021                             | 5. April 2009                             | 19. Mai 2019                              |
| AJ Styles         | 11. September 2016                     |                                        | 10. April 2021                           |                                          | 8. Juni 2020                              | 7. Juli 2017                              |
| Kevin Owens       |                                        | 29. August 2016                        | 1. April 2023                            | 1. April 2023                            | 20. September 2015                        | 2. April 2017                             |
| Finn Bálor        |                                        | 21. August 2016                        | 2. September 2023                        | 2. September 2023                        | 17. September 2019                        | 28. Februar 2022                          |

#### Frauenformat
Eine weibliche Wrestlerin der WWE muss beide Primärmeisterschaften, eine Tag-Team-Meisterschaft und eine Tertiär-Meisterschaft erringen, um die Grand Slam bilden zu können.
| Champion        | Primär-Meisterschaften (beide benötigt) | Primär-Meisterschaften (beide benötigt) | Tag-Team Meisterschaft | Tertiär-Meisterschaft |
| Champion        | Raw                                     | SmackDown                               | Tag Team               | NXT                   |
| --------------- | --------------------------------------- | --------------------------------------- | ---------------------- | --------------------- |
| Bayley          | 13. Februar 2017                        | 19. Mai 2019                            | 17. Februar 2019       | 22. August 2015       |
| Asuka           | 11. Mai 2020                            | 16. Dezember 2018                       | 6. Oktober 2019        | 1. April 2016         |
| Sasha Banks     | 25. Juli 2016                           | 25. Oktober 2020                        | 17. Februar 2019       | 11. Februar 2015      |
| Charlotte Flair | 3. April 2016                           | 14. November 2017                       | 20. Dezember 2020      | 29. Mai 2014          |
| Rhea Ripley     | 11. April 2021                          | 1. April 2023                           | 20. September 2021     | 18. Dezember 2019     |
| Becky Lynch     | 7. April 2019                           | 11. September 2016                      | 27. Februar 2023       | 12. September 2023    |
| Iyo Sky         | 5. August 2023                          | 3. März 2025                            | 7. Juni 2020           | 12. September 2022    |

## Total Nonstop Action Wrestling
Der erste Gewinner des TNA Grand Slams (bekannt als Impact Wrestling von 2017 bis 2024) wurde am 15. März 2009 beim Destination X Pay-per-View-Event gekrönt. Bei dieser Veranstaltung erhielt der dreifache TNA Triple Crown Champion AJ Styles die TNA Legends Championship. In der Folge am 19. von Impact, gab Mike Tenay bekannt, dass Styles der erste Gewinner des TNA Grand Slams wurde, da er eine Weltmeisterschaft (NWA oder TNA), eine Tag-Team-Meisterschaft (NWA oder TNA), die X-Division-Meisterschaft und die Legends-Meisterschaft erhalten hatte.
Nach TNAs Definition des Grand Slam sind Wrestler berechtigt, mehrmals die Grand Slam bilden zu können. Bisher hat nur AJ Styles den Grand Slam mehr als einmal bilden können.
Am 15. August 2016 wurde die King of the Mountain Championship eingestellt, als Lashley den Titel mit der TNA World Heavyweight Championship vereinigte. In einem Artikel auf der Impact Wrestling Website vom 26. März 2018 wurde die Eignung der Impact Grand Championship als Grand-Slam-Titel bestätigt. Am 4. Juni 2018 vereinigte Austin Aries während einer Pressekonferenz die Grand Championship mit der World Championship. Somit können nur noch Wrestler den Grand Slam bilden, die im Laufe ihrer Karriere bereits die Television Championship oder die Grand Championship gewonnen haben.

### Liste der TNA Grand Slam Sieger
| Text          | Text                                                                  |
| ------------- | --------------------------------------------------------------------- |
| Datum         | Der Tag, an dem die Meisterschaft zum ersten Mal erhalten worden ist. |
| Datum in fett | Der Tag an dem der Wrestler die Grand Slam bildete.                   |

| Champion     | Primär-Meisterschaften (eine benötigt) | Primär-Meisterschaften (eine benötigt) | Tag-Team Meisterschaften (eine benötigt) | Tag-Team Meisterschaften (eine benötigt) | Sekundär-Meisterschaft | Tertiär-Meisterschaften (eine benötigt) | Tertiär-Meisterschaften (eine benötigt) |
| Champion     | NWA World                              | TNA World                              | NWA Tag Team                             | TNA Tag Team                             | TNA X Division         | TNA Television                          | Impact Grand                            |
| ------------ | -------------------------------------- | -------------------------------------- | ---------------------------------------- | ---------------------------------------- | ---------------------- | --------------------------------------- | --------------------------------------- |
| AJ Styles    | Juni 11, 2003                          | September 20, 2009                     | Juli 3, 2002                             | Oktober 14, 2007                         | Juni 19, 2002          | März 15, 2009                           | —                                       |
| Abyss        | November 19, 2006                      | —                                      | Februar 4, 2004                          | September 19, 2014                       | Mai 16, 2011           | Januar 9, 2011                          | —                                       |
| Samoa Joe    | —                                      | April 13, 2008                         | —                                        | Juli 15, 2007                            | Dezember 11, 2005      | September 27, 2012                      | —                                       |
| Eric Young   | —                                      | April 10, 2014                         | Oktober 12, 2004                         | April 15, 2008                           | Dezember 7, 2008       | Oktober 18, 2009                        | —                                       |
| Austin Aries | —                                      | Juli 8, 2012                           | —                                        | Januar 25, 2013                          | September 11, 2011     | —                                       | Januar 14, 2018                         |

## All Elite Wrestling
Bei All Elite Wrestling (AEW) wurde Kenny Omega als erster Grand-Slam-Champion des Unternehmens ausgezeichnet, als er am 9. März 2025 bei Revolution die AEW International Championship gewann. Zuvor hatte er bereits zweimal die AEW World Championship, die AEW World Tag Team Championship und die AEW World Trios Championship gewonnen – die Titel, die die Triple Crown von AEW bilden, die Omega ebenfalls als erster errang.
Beim All In: Texas-Event am 12. Juli 2025 werden zwei der drei aktuellen sekundären Herrenmeisterschaften der AEW, die International Championship und die Continental Championship, zur AEW Unified Championship vereint.

### Liste der AEW Grand Slam Sieger
| Text          | Text                                                                  |
| ------------- | --------------------------------------------------------------------- |
| Datum         | Der Tag, an dem die Meisterschaft zum ersten Mal erhalten worden ist. |
| Datum in fett | Der Tag an dem der Wrestler die Grand Slam bildete.                   |

| Champion    | Primär-Meisterschaft | Sekundär-Meisterschaften (eine benötigt) | Sekundär-Meisterschaften (eine benötigt) | Sekundär-Meisterschaften (eine benötigt) | Sekundär-Meisterschaften (eine benötigt) | Tag-Team Meisterschaft | Trios-Meisterschaft |
| Champion    | AEW World            | AEW Continental                          | AEW International                        | AEW TNT                                  | AEW Unified                              | AEW Tag Team           | AEW Trios           |
| ----------- | -------------------- | ---------------------------------------- | ---------------------------------------- | ---------------------------------------- | ---------------------------------------- | ---------------------- | ------------------- |
| Kenny Omega | 2. Dezember 2020     | -                                        | 9. März 2025                             | -                                        | -                                        | 21. Januar 2020        | 4. September 2022   |